# Josiah Stamp
Josiah Charles Stamp, 1º Barone Stamp (Londra, 21 giugno 1880 – Londra, 16 aprile 1941), è stato uno scrittore, economista, banchiere, industriale e statista inglese, direttore della Banca d'Inghilterra dal 1928 al 1941 e presidente della Royal Statistical Society dal 1930 al 1932.

## Pubblicazioni
- British incomes and property, 1916
- The fundamental principles of taxation, 1921
- The National Income, 1924, scritto assieme a A. L. Bowley
- Some Economic Matters in Modern Life, 1929
- The Science of Social Adjustment, 1937